# Sumpter (Oregón)
Sumpter es una ciudad ubicada en el condado de Baker en el estado estadounidense de Oregón. En el año 2000 tenía una población de 171 habitantes y una densidad poblacional de 30.3 personas por km².

## Geografía
Sumpter se encuentra ubicada en las coordenadas 44°44′46″N 118°11′57″O / 44.74611, -118.19917.

## Demografía
Según la Oficina del Censo en 2000 los ingresos medios por hogar en la localidad eran de $27,188, y los ingresos medios por familia eran $31,000. Los hombres tenían unos ingresos medios de $28,750 frente a los $35,625 para las mujeres. La renta per cápita para la localidad era de $16,518. Alrededor del 10.2% de la población estaban por debajo del umbral de pobreza.